# Festa de Tradições da Ilha
Festilha é a abreviatura de Festa de Tradições da Ilha, um evento realizado em São Francisco do Sul, o município mais antigo do estado de Santa Catarina.
Durante a festa popular que se desenvolve na rua Babitonga, às margens da Baía de Babitonga, apresentam-se na rua e em pavilhões, bandas, serestas, bailes, grupos folclóricos e uma infinidade de barraquinhas com comidas típicas.
Há também o resgate de tradições coreográficas folclóricas como a dança do vilão, boi-de-mamão, capoeira, fandango, chimarrita e o tipicamente lusitano Pão-por-Deus.